# Acrodactyla mixta
Acrodactyla mixta là một loài tò vò trong họ Ichneumonidae.